# Isle of Man Steam Packet Company
Isle of Man Steam Packet Company (укр. Пароплавна компанія Острова Мен) — британська судноплавна компанія з Острова Мен зі штаб-квартирою в Дугласі. У ХІХ—ХХ ст. була однією із провідних судноплавних компаній у світі з флотом, судна якого мали статус суден королівської пошти. Найстаріша безперервно діюча судноплавна компанія у світі.

## Історія

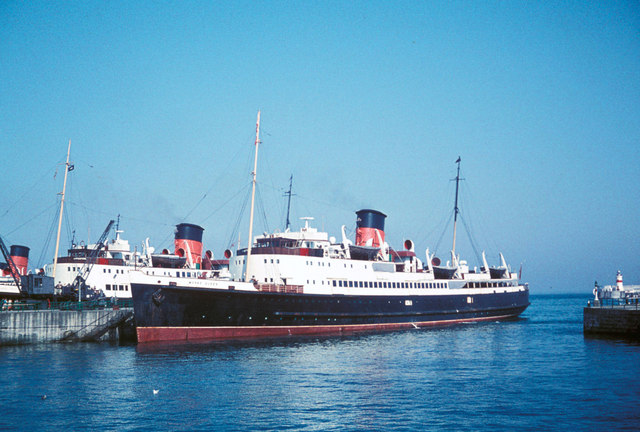
Mona's Queen у 1961 році

До створення компанії у 1830 році Острів Мен обслуговували дрібні судноплавні компанії, сполучення яких були нерегулярними. У 1829 році в Дугласі відбулася нарада, на якій сформовано комітет, якому доручено корпоратизувати морські перевезення на Острові Мен.

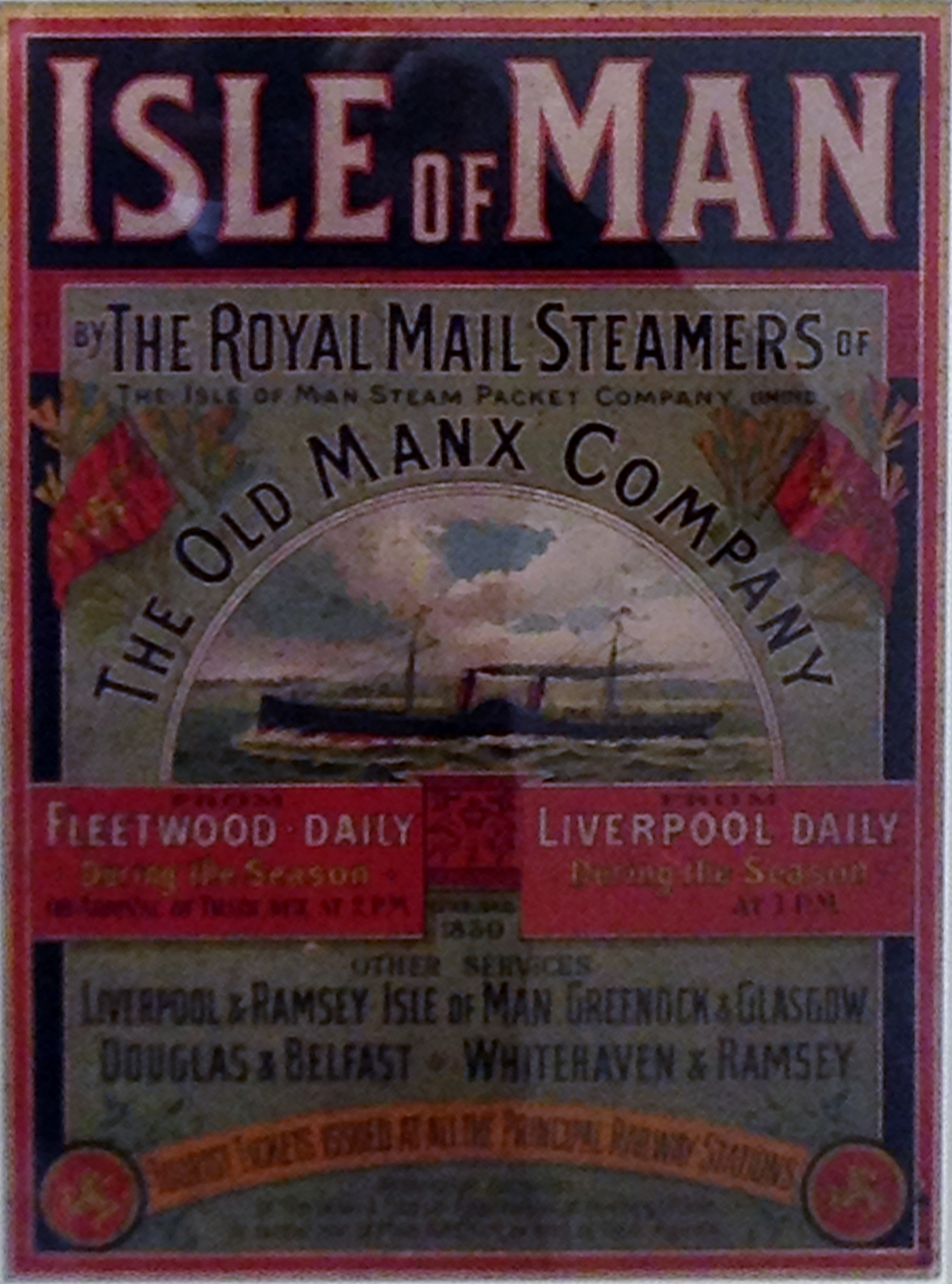
Рекламний плакат компанії.

30 червня 1830 року розпочала діяльність новостворена судноплавна компанія. У перший рейс в її історії відбуло судно «Mona's Isle» за маршрутом Дуглас — Ліверпуль. З часу початку діяльності компанії до січня 1832 року вона була відома як «Mona's Isle».
На рубежі ХХ ст. компанія обслуговувала лінії між портами в Англії, Уельсі, Шотландії та Ірландії. Основними портами були Ліверпуль, Сіллот, Вайтгейвен, Голігед, Ардроссан, Блекпул, Белфаст і Дублін.

### Військова служба
Судна та екіпажі компанії були мобілізовані до Королівського флоту під час Першій та Другій світових війнах. Судно «King Orry» ввійшло до складу Британських ВМС і в кінці Першої світової війни здійснювало супровід флоту в оточенні німецьких ВМС у районі Оркнейських островів. «Viking» було перетворене на гідроавіаносець і служило під назвою «Vindex».
Під час Першої світової війни Адміралтейство реквізувало одинадцять суден із п'ятнадцяти флоту компанії. Чотири з них втрачені, три утримані урядом та чотири повернуті на службу. «Ben-my-Chree» та «Manxman» служили гідроавіаносцями.

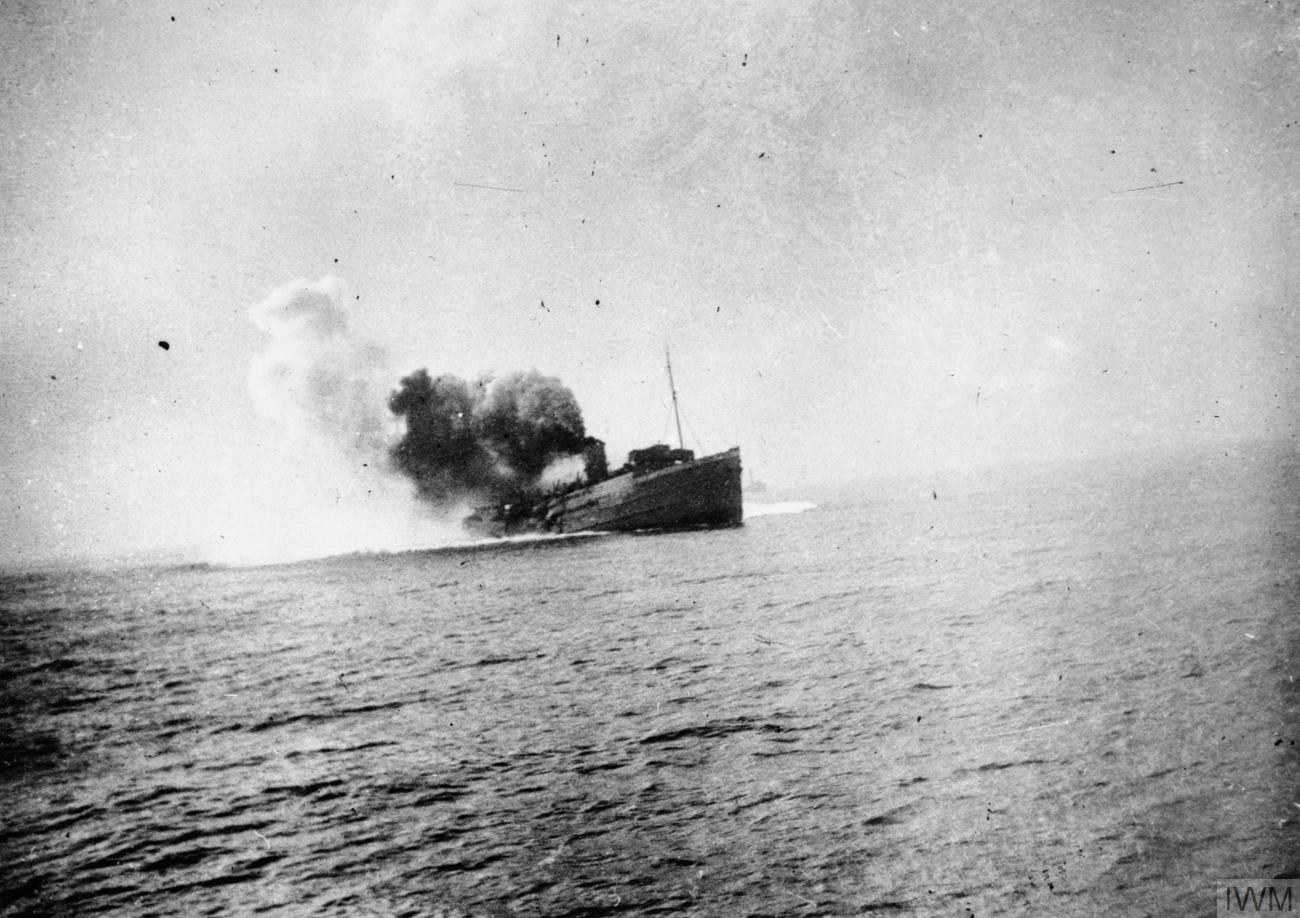
Mona's Queen на підході до Дюнкерка після підриву на міні, 29 травня 1940.

У Другій світовій війні десять суден із шістнадцяти були реквізовані, чотири з яких були втрачені. У Дюнкерській евакуації було задіяно вісім кораблів компанії, яким вдалося врятувати в цілому 24 699 британських військовослужбовців — кожного четвертого з евакуйованих. З восьми кораблів три було втрачено:
- Mona's Queen;
- Fenella;
- King Orry[3].

Якір «Mona's Queen» піднятий в рамках відзначення 70-ї річниці операції «Динамо» та встановлений у містечку Порт-Сент-Мері як пам'ятник екіпажу судна.

### Ера поромів
У 1962 році до флоту компанії ввійшов перший пором «Manx Maid». Пізніше «Isle of Man Steam Packet Company» розпочала експлуатацію поромів «Ben-my-Chree» (1966), «Mona's Queen» (1972) та «Lady of Mann» (1976). «Mona's Isle» (1984-1985) став першим кормовим ролкером компанії.
У 1980-ті роки об'єми пасажирських перевезень падали, а конкуренція з «Manx Line» призвела до зміни напрямку діяльності компанії у бік вантажних перевезень. У лютому 1985 року «Sealink» оголосила про злиття з «Manx Line», внаслідок чого основним  портом вже укрупненої компанії став не Ліверпуль, а Гейшем, який у свою чергу був основним портом і для «Isle of Man Steam Packet Company», що лише посилювало конкуренцію у сфері пасажирських перевезень.

### Історія власників
- У 1996 році «Steam Packet Company» стала дочірньою компанією «Sea Containers».
- У липні 2003 року компанію придбала «Montagu Private Equity»[5].
- У 2005 році компанію придбала банківська група «Macquarie Group»[6].
- У квітні 2011 року компанія перейшла у власність «Banco Espírito Santo»[7].
- У травні 2018 року «MIOM Ltd», материнську компанію «Isle of Man Steam Packet Company», придбав Уряд Острова Мен[8][9][5].

## Діяльність

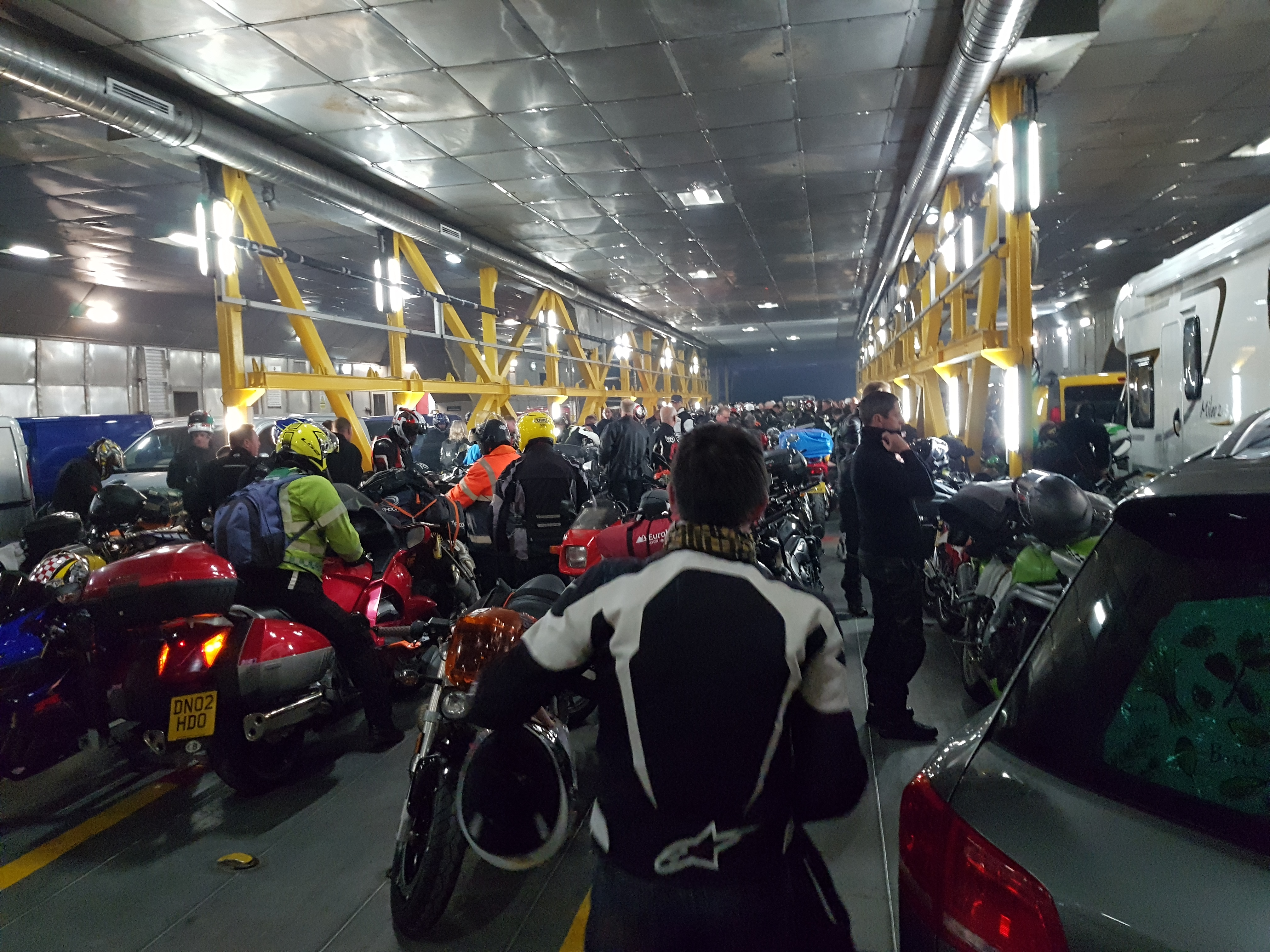
Мотоциклісти на поромі компанії у порту Ліверпуля

Діяльність компанії зосереджено на поромних перевезеннях між портами Великої Британі та Ірландії.
Окрім регулярних маршрутів, «Isle of Man Steam Packet Company» організовує низку спеціальних одноденних турів у різних напрямках або навколо острова Мен. Також здійснюються перевезення у напрямках зі сезонним попитом. Компанія володіє туристичною агенцією «Steam Packet Holidays».
У серпні 2017 року «Isle of Man Steam Packet Company» оголосила про плани закрити лінію до Белфаста і запустити курсування до порту Ларн у Північній Ірландії.

### Напрямки
«Isle of Man Steam Packet Company» здійснює лінійні перевезення за такими напрямками:
- Дуглас — Гейшам (цілий рік);
- Дуглас — Ліверпуль (сезонний — з березня по листопад);
- Дуглас — Белфаст (сезонний — з квітня по вересень та на Різдво);
- Дуглас — Дублін (сезонний — з квітня по вересень).

## Флот
| Зображення | Судно        | Побудовано | Лінія                                                                   | Примітки                         |
| ---------- | ------------ | ---------- | ----------------------------------------------------------------------- | -------------------------------- |
|            | Arrow        | 1998       | Дуглас — Гейшам                                                         | Зафрахтований «Seatruck Ferries» |
|            | Ben-my-Chree | 1998       | Дуглас — Гейшам (регулярна) Дуглас — Беркенгед/Дублін/Белфаст (сезонна) | Флагман флоту                    |
|            | Manannan     | 1998       | Дуглас — Ліверпуль/Белфаст/Дублін (сезонна)                             |                                  |

У серпні 2020 року компанія замовила новий пором у південнокорейського суднобудівника «Hyundai Mipo Dockyard», який  в 2023 році замінить «Ben-my-Chree».

## Історичний флот
Судноплавну діяльність компанія розпочинала з експлуатації дерев'яних гребних пароплавів, які з часом поступилися сталевим гвинтовим суднам, що були замінені турбінними пароплавами, першим з яких був «SS Viking» 1905 року. У рамках модернізації флоту пароплави, призначені для пасажирських перевезень, замінені на автомобільні пороми. Першим дизельним автомобільним поромом був «Mona's Queen» 1972 року. Першим з нового покоління суден, що експлуатуються нині, було «SeaCat Isle of Man».

### Міжвоєнний період
| Зображення   | Судно        | Побудовано (Початок експлуатації) | Лінія                | Тоннажність | Примітки                             |
| ------------ | ------------ | --------------------------------- | -------------------- | ----------- | ------------------------------------ |
| Ben-my-Chree | Ben-my-Chree | Квітень 1927 (червень 1927)       | Дуглас — різні порти | 2,586       | Утилізований у Генті 1965 року       |
|              | Lady of Mann | Квітень 1929 (червень 1930)       | Дуглас — різні порти | 3,104       | Утилізований у 1971 році             |
| Mona's Queen | Mona's Queen | Квітень 1934 (1934)               | Дуглас — різні порти | 2,756       | Затонув поблизу Дюнкерка у 1940 році |
| Fenella      | Fenella      | Грудень 1936 (1937)               | Дуглас — різні порти | 2,376       | Затонув поблизу Дюнкерка у 1940 році |
| Tynwald      | Tynwald      | Грудень 1936 (1937)               | Дуглас — різні порти | 2,376       | Затонув у 1942 році                  |

### «Шість сестер»
| Зображення   | Судно        | Побудовано (Початок експлуатації) | Тоннажність | Примітки                                                      |
| ------------ | ------------ | --------------------------------- | ----------- | ------------------------------------------------------------- |
| King Orry    | King Orry    | Листопад 1945 (січень 1946)       | 2,485       | Утилізований у 1979 році                                      |
| Mona's Queen | Mona's Queen | Лютий 1946 (червень 1946)         | 2,485       | Продано та перейменовано на «Fiesta» Утилізований у 1981 році |
|              | Tynwald      | Березень 1947 (липень 1947)       | 2,487       | Утилізований у 1975 році                                      |
| Snaefell     | Snaefell     | Березень 1948 (липень 1948)       | 2,489       | Утилізований у 1978 році                                      |
| Mona's Isle  | Mona's Isle  | Жовтень 1950 (березень 1951)      | 2,491       | Утилізований 1980 році                                        |
| Manxman      | Manxman      | Лютий 1955 (травень 1955)         | 2,495 GT    | Утилізований у 2012 році                                      |

### Пороми з бортовим завантаженням
| Зображення         | Судно        | Побудовано (Початок експлуатації) | Тоннажність | Примітки                                                               |
| ------------------ | ------------ | --------------------------------- | ----------- | ---------------------------------------------------------------------- |
| Manx Maid          | Manx Maid    | Січень 1962 (травень 1962)        | 2,724       | Утилізований у 1986 році                                               |
|                    | Ben-my-Chree | Грудень 1965 (травень 1966)       | 2,762       | Утилізований у 1989 році                                               |
| The "Mona's Queen" | Mona's Queen | Грудень 1971 (травень 1972)       | 2,998       | Продано та перейменовано на «Mary the Queen» Утилізований у 2008 році  |
| Lady of Mann       | Lady of Mann | Грудень 1975 (червень 1976)       | 3,083       | Продано та перейменовано на «Panagia Soumela» Утилізований у 2011 році |

### Ролкери
| Зображення | Судно       | Побудовано (Початок експлуатації) | Лінія                             | Тоннажність | Примітки                                                                  |
| ---------- | ----------- | --------------------------------- | --------------------------------- | ----------- | ------------------------------------------------------------------------- |
|            | Mona's Isle | Травень 1966 (квітень 1985)       | Дуглас — Гейшам                   | 4,657       | Продано та перейменовано на «Al Fahad» Затонув поблизу Джидди у 2004 році |
| Tynwald    | Tynwald     | Квітень 1967 (жовтень 1985)       | Дуглас — Гейшам                   | 3,762       | Продано та перейменовано на «Lauro Express» Утилізований у 2007 році      |
|            | King Orry   | Лютий 1972 (лютий 1990)           | Дуглас — ГейшамДуглас — Ліверпуль | 4,649       | Проданий та перейменований на «Moby Love» Експлуатується                  |
|            | Peveril     | Січень 1971 (травень 1981)        | Дуглас — різні порти              | 1,975       | Продано у 2000 році Утилізований                                          |
|            | Manx Viking | Січень 1974 (1976)                | Дуглас — Гейшам                   | 3,589       | Утилізовано у Канаді                                                      |
|            | Belard      | Квітень 1979 (листопад 1993)      | Різні напрямки                    | 1,599       | Продано та перейменовано на «Muirneag» Експлуатується                     |

### Швидкісні пороми
| Судно | Побудовано        | Початок експлуатації         | Лінія                             | Примітки                                                                    |
| ----- | ----------------- | ---------------------------- | --------------------------------- | --------------------------------------------------------------------------- |
|       | Emeraude France   | Жовтень 1990 (березень 2007) | Дуглас — Ліверпуль/Белфаст/Дублін | Зафрахтований у 2007 році. В порту Тілбері                                  |
|       | SeaCat Danmark    | Січень 1991 (травень 1998)   | Дуглас — Ліверпуль/Белфаст/Дублін | Зафрахтований між 1998 та 2000 роками Нині експлуатується як «Golden Blaze» |
|       | SeaCat Rapide     | Лютий 1996 (червень 2004)    | Дуглас — різні порти              | Зафрахтований у 2004 році. Експлуатується як «Jaume II»                     |
|       | Snaefell          | Квітень 1991 (травень 1994)  | Дуглас — Ліверпуль/Белфаст/Дублін | Зафрахтований у 2011 році Експлуатується як «Master Jet»                    |
|       | SuperSeaCat Three | Березень 1999 (2000)         | Дуглас — різні порти              | Експлуатується як «Speedrunner III»                                         |
|       | Viking            | June 1997 (March 2003)       | Дуглас — Ліверпуль/Белфаст/Дублін | Зафрахтований у 2003-2008 роках. Експлуатується як «Hellenic Wind»          |
|       | Manannan          | 1998 (травень 2009)          | Дуглас — Ліверпуль/Белфаст/Дублін | На лінійних перевезеннях між Дугласом, Ліверпулем, Дубліном та Белфастом.   |